# Hypolimnas moseleyi
Hypolimnas moseleyi är en fjärilsart som beskrevs av Butler 1883. Hypolimnas moseleyi ingår i släktet Hypolimnas och familjen praktfjärilar. Inga underarter finns listade i Catalogue of Life.